# Apamea semirufa
Apamea semirufa là một loài bướm đêm trong họ Noctuidae.